# Sjötorps kyrka
Sjötorps kyrka är en kyrkobyggnad som tillhör Lyrestads församling i Skara stift. Den ligger i tätorten Sjötorp i Mariestads kommun. 

## Historia
Kyrkogården anlades redan 1916 och klockstapeln, som inrymmer ett andaktsrum med altarmålning utförd av Saga Walli, byggdes 1930.

## Kyrkobyggnaden
Kyrkan uppfördes 1956 efter ritningar av restauratören Anders Ekman, Skövde. Byggnadens branta sadeltak och väggar är täckta av tjärat kyrkspån. Sakristia och kor är utbyggda. Entré i väster med vindfång och trappa till läktaren. Kyrkorum med mittgång och fasta bänkkvarter. Väggarna har stående, ljust målad träpanel med blått som dominerande färg. Altaret är placerat intill fondväggen.  

## Inventarier
- Altarmålningen Jesu uppenbarelse vid Gennesarets sjö är utförd av konstnären Bengt Hamrén, Stockholm.
- Smidesarbetena på kyrkodörrarna, korset över altaret och dopljusstaken är tillverkade av kyrkvärden Axel Isaksson.
- Dopfunten är av Kinnekullesten 1958.
- Det finns tre votivskepp i kyrkan. Längst fram till höger hänger fullriggaren Gamen, tillverkad 1920 av sjökapten Karl Andersson. På samma sida vid fönstret hänger den tremastade skonaren Westkust. Till vänster hänger galeasen Lidan. De båda senare är tillverkade av Ingemar Ramberg och skänktes till kyrkan 2011.
- Orgeln är byggd av Smedmans Orgelbyggeri 1987.
- Kyrkklockan väger 600 kg och göts 1930.